# Borsdorf (Nidda)
Borsdorf ist ein Stadtteil von Nidda im hessischen Wetteraukreis.

## Geographische Lage
Der Ort liegt in der nördlichen Wetterau am südlichen Rand des Vogelsberges. Borsdorf liegt nordwestlich von Nidda.

## Ortsgeschichte

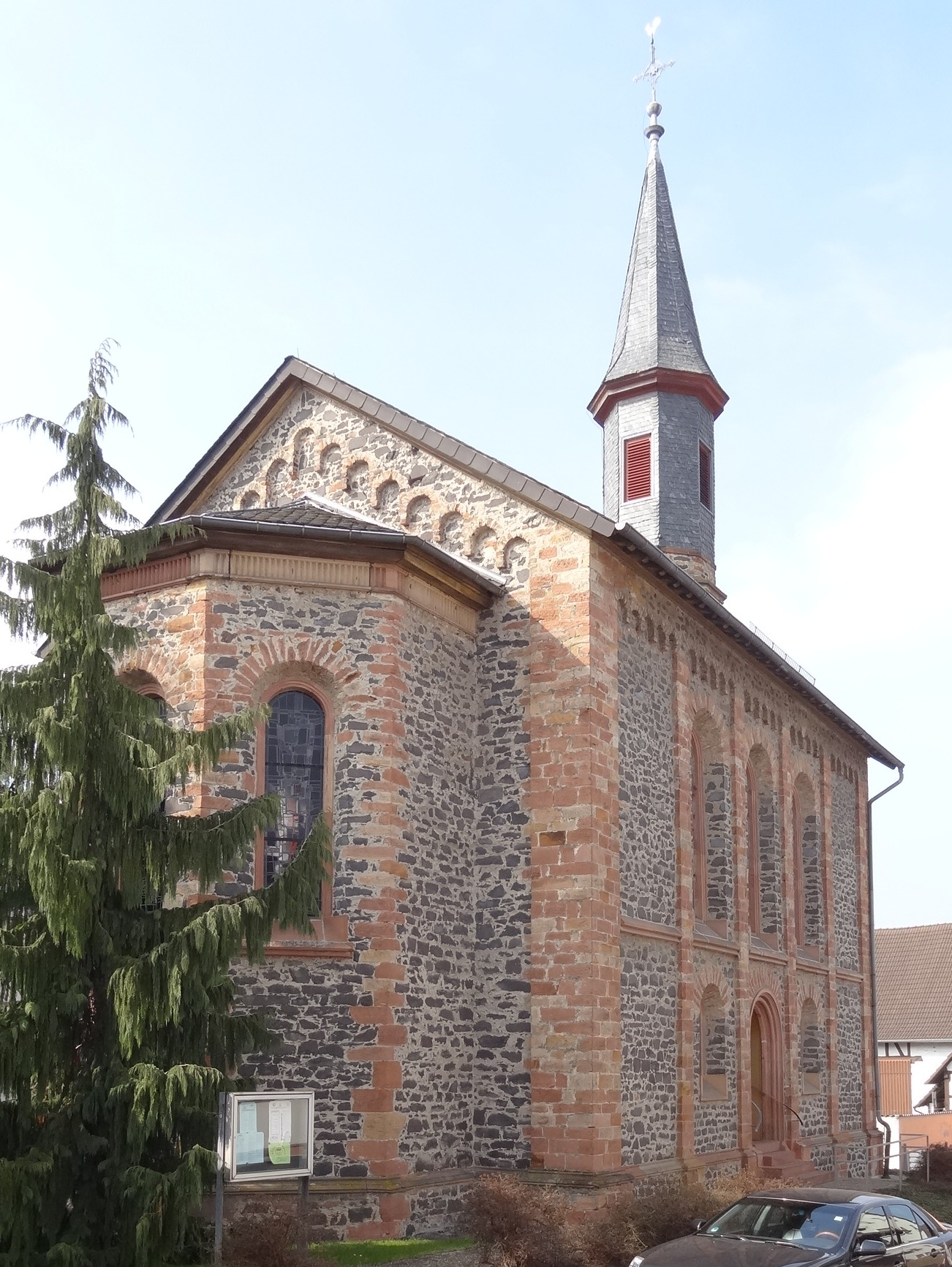
Evangelische Kirche

### Vor- und Frühgeschichte
Um 1855 wurde zwischen Nidda und Borsdorf der Griff eines etruskischen Beckens gefunden, den man in der Archäologie als „Borsdorfer Henkel“ bezeichnet. Dabei handelt es sich um den Henkel eines Bronzegefäßes aus der Zeit der Kelten, vermutlich Ende des 5. Jahrhunderts vor Christus. Diese Zeit nennt man die frühe Latènezeit.
Der Griff stellt zwei gegeneinander gestellte Ringer dar. Aufgrund seiner Nähe zum Glauberg (ca. 13 km) kann er mit dem dort gefundenen Fürstengrab in Verbindung gebracht werden.
Heute befindet sich der Henkel im Hessischen Landesmuseum Darmstadt.
Im Bereich des damaligen Fundortes wurde 2024 bei Bauarbeiten für einen Gewerbepark eine Siedlung ergraben, welche ca. 6500 Jahre alt ist.

### Mittelalter
Die älteste bekannte schriftliche Erwähnung des Ortes als „Barstorp“ erfolgte 1207. Eine weitere Erwähnung als Barstorph stammt vom 1. September 1329.
In der Namenskunde wird der Ortsnamen von „Bar“ = bloß, alleinstehend gedeutet. Also wäre Borsdorf das alleinstehende Dorf.
1434 wurde Landgraf Ludwig I. von Hessen vom Abt Johann von Fulda mit Burg und Stadt Nidda, der Grafschaft, der fuldischen Mark und Stornfels belehnt. In diesem Gebiet gehörte Borsdorf zum Amt Stornfels zusammen mit den Orten Ulfa, Ober-Widdersheim und Unter-Widdersheim.

### Neuzeit
Die Statistisch-topographisch-historische Beschreibung des Großherzogthums Hessen berichtet 1830 über Borsdorf:

„Borsdorf (L. Bez. Nidda) evangel. Filialdorf; liegt 1 St. von Nidda, hat 68 Häuser und 384 Einw., die alle evangelisch sind.“

Die Evangelische Kirche wurde 1873 erbaut.
Hessische Gebietsreform (1970–1977)
Im Zuge der Gebietsreform in Hessen fusionierten zum 1. Dezember 1970 die bis dahin selbständigen Gemeinden Bad Salzhausen, Borsdorf, Fauerbach bei Nidda, Geiß-Nidda, Harb, Kohden, Michelnau, Ober-Lais, Ober-Schmitten, Ober-Widdersheim, Stornfels, Ulfa, Unter-Schmitten, Wallernhausen und die Stadt Nidda zur neuen Stadt Nidda.
Für die ehemals eigenständigen Gemeinden sowie für die Kernstadt Nidda wurden Ortsbezirke mit Ortsbeirat und Ortsvorsteher nach der Hessischen Gemeindeordnung eingerichtet.

### Verwaltungsgeschichte im Überblick
Die folgende Liste zeigt die Staaten und Verwaltungseinheiten, denen Borsdorf angehört(e):
- vor 1450: Heiliges Römisches Reich, Grafschaft Nidda, Amt Nidda
- 1450–1495: Erbstreit zwischen der Landgrafschaft Hessen und den Grafen von Hohenlohe
- ab 1450: Heiliges Römisches Reich, Landgrafschaft Hessen, Amt Nidda, Gericht Stornfels[14]
- ab 1567: Heiliges Römisches Reich, Amt Stornfels (Söhne der Margarethe von der Saale)[15]
- ab 1584: Heiliges Römisches Reich, Landgrafschaft Hessen-Darmstadt,  Amt Stornfels[16]
- 1787: Heiliges Römisches Reich, Landgrafschaft Hessen-Darmstadt, Oberfürstentum Hessen, Amt Schotten und Stornfels, Gericht Widdersheim[17]
- ab 1806: Großherzogtum Hessen,[Anm. 2] Fürstentum Oberhessen, Amt Schotten und Stornfels[18], Gericht Widdersheim[19]
- ab 1815: Großherzogtum Hessen, Provinz Oberhessen, Amt Schotten und Stornfels, Gericht Widdersheim[20]
- ab 1821: Großherzogtum Hessen, Provinz Oberhessen, Landratsbezirk Nidda[21][Anm. 3]
- ab 1832: Großherzogtum Hessen, Provinz Oberhessen, Kreis Nidda
- ab 1848: Großherzogtum Hessen, Regierungsbezirk Nidda
- ab 1852: Großherzogtum Hessen, Provinz Oberhessen, Kreis Nidda
- ab 1867: Norddeutscher Bund,[Anm. 4] Großherzogtum Hessen, Provinz Oberhessen, Kreis Nidda
- ab 1871: Deutsches Reich, Großherzogtum Hessen, Provinz Oberhessen, Kreis Nidda
- ab 1874: Deutsches Reich, Großherzogtum Hessen, Provinz Oberhessen, Kreis Büdingen
- ab 1918: Deutsches Reich (Weimarer Republik), Volksstaat Hessen, Provinz Oberhessen, Kreis Büdingen
- ab 1938: Deutsches Reich, Volksstaat Hessen, Landkreis Büdingen[22][Anm. 5]
- ab 1945: Amerikanische Besatzungszone,[Anm. 6] Groß-Hessen, Regierungsbezirk Darmstadt, Landkreis Büdingen
- ab 1946: Amerikanische Besatzungszone, Land Hessen, Regierungsbezirk Darmstadt, Landkreis Büdingen
- ab 1949: Bundesrepublik Deutschland, Land Hessen, Regierungsbezirk Darmstadt, Landkreis Büdingen
- ab 1971: Bundesrepublik Deutschland, Land Hessen, Regierungsbezirk Darmstadt, Landkreis Büdingen, Stadt Nidda[Anm. 7]
- ab 1972: Bundesrepublik Deutschland, Land Hessen, Regierungsbezirk Darmstadt, Wetteraukreis, Stadt Nidda

## Bevölkerung

### Einwohnerstruktur 2011
Nach den Erhebungen des Zensus 2011 lebten am Stichtag dem 9. Mai 2011 in Borsdorf 624 Einwohner. Darunter waren 24 (3,8 %) Ausländer.
Nach dem Lebensalter waren 93 Einwohner unter 18 Jahren, 267 waren zwischen 18 und 49, 138 zwischen 50 und 64 und 126 Einwohner waren älter.
Die Einwohner lebten in 292 Haushalten. Davon 93 Singlehaushalte, 90 Paare ohne Kinder und 69 Paare mit Kindern, sowie 27 Alleinerziehende und 6 Wohngemeinschaften. In 54 Haushalten lebten ausschließlich Senioren/-innen und in 186 Haushaltungen leben keine Senioren/-innen.

### Einwohnerentwicklung
| • 1791: | 293 Einwohner                      |
| • 1800: | 293 Einwohner                      |
| • 1806: | 315 Einwohner, 65 Häuser           |
| • 1829: | 384 Einwohner, 68 Häuser           |
| • 1867: | 440 Einwohner, 89 bewohnte Gebäude |
| • 1875: | 424 Einwohner, 89 bewohnte Gebäude |

| Borsdorf: Einwohnerzahlen von 1791 bis 2022 | Borsdorf: Einwohnerzahlen von 1791 bis 2022 | Borsdorf: Einwohnerzahlen von 1791 bis 2022 | Borsdorf: Einwohnerzahlen von 1791 bis 2022 | Borsdorf: Einwohnerzahlen von 1791 bis 2022 |
| --- | ------------------------------------------- | ------------------------------------------- | ------------------------------------------- | ------------------------------------------- |
| Jahr |                                             |                                             |                                             | Einwohner                                   |
| 1791 | 1791                                        |                                             | 293                                         | 293                                         |
| 1800 | 1800                                        |                                             | 293                                         | 293                                         |
| 1806 | 1806                                        |                                             | 315                                         | 315                                         |
| 1829 | 1829                                        |                                             | 384                                         | 384                                         |
| 1834 | 1834                                        |                                             | 390                                         | 390                                         |
| 1840 | 1840                                        |                                             | 444                                         | 444                                         |
| 1846 | 1846                                        |                                             | 467                                         | 467                                         |
| 1852 | 1852                                        |                                             | 459                                         | 459                                         |
| 1858 | 1858                                        |                                             | 433                                         | 433                                         |
| 1864 | 1864                                        |                                             | 433                                         | 433                                         |
| 1871 | 1871                                        |                                             | 437                                         | 437                                         |
| 1875 | 1875                                        |                                             | 424                                         | 424                                         |
| 1885 | 1885                                        |                                             | 401                                         | 401                                         |
| 1895 | 1895                                        |                                             | 419                                         | 419                                         |
| 1905 | 1905                                        |                                             | 449                                         | 449                                         |
| 1910 | 1910                                        |                                             | 431                                         | 431                                         |
| 1925 | 1925                                        |                                             | 435                                         | 435                                         |
| 1939 | 1939                                        |                                             | 469                                         | 469                                         |
| 1946 | 1946                                        |                                             | 420                                         | 420                                         |
| 1950 | 1950                                        |                                             | 734                                         | 734                                         |
| 1956 | 1956                                        |                                             | 645                                         | 645                                         |
| 1961 | 1961                                        |                                             | 594                                         | 594                                         |
| 1967 | 1967                                        |                                             | 553                                         | 553                                         |
| 1970 | 1970                                        |                                             | 538                                         | 538                                         |
| 1980 | 1980                                        |                                             | ?                                           | ?                                           |
| 1990 | 1990                                        |                                             | ?                                           | ?                                           |
| 1996 | 1996                                        |                                             | 553                                         | 553                                         |
| 2000 | 2000                                        |                                             | 654                                         | 654                                         |
| 2006 | 2006                                        |                                             | 670                                         | 670                                         |
| 2010 | 2010                                        |                                             | 668                                         | 668                                         |
| 2011 | 2011                                        |                                             | 624                                         | 624                                         |
| 2016 | 2016                                        |                                             | 676                                         | 676                                         |
| 2019 | 2019                                        |                                             | 704                                         | 704                                         |
| 2022 | 2022                                        |                                             | 674                                         | 674                                         |
| Datenquelle: Historisches Gemeindeverzeichnis für Hessen: Die Bevölkerung der Gemeinden 1834 bis 1967. Wiesbaden: Hessisches Statistisches Landesamt, 1968. Weitere Quellen: LAGIS; Stadt Nidda; Zensus 2011 |                                             |                                             |                                             |                                             |

### Historische Religionszugehörigkeit
| • 1829: | 384 evangelische (= 100 %) Einwohner                               |
| • 1961: | 494 evangelische (= 83,16 %), 75 katholische (= 12,63 %) Einwohner |

## Kulturdenkmäler
Siehe: Liste der Kulturdenkmäler in Borsdorf

## Verkehr
Durch den Ort verläuft die Bundesstraße 455. Den Regionalbusverkehr stellt die Regionalverkehr Kurhessen GmbH sicher.
Der Ort hat einen Haltepunkt an der Bahnstrecke Gießen–Gelnhausen, auf der annähernd stündlich Regionalbahnen der Hessischen Landesbahn verkehren.